# アネ・フェルナンデス・デ・コレス
アネ・フェルナンデス・デ・コレス（Anne Fernández de Corres、1998年5月30日 - ）は、スペインの女子ラグビーユニオン選手。

## プロフィール
- スペイン、ビトリア＝ガステイス出身[1]。
- ポジションはスクラムハーフ(SH)。
- 身長 158cm、体重 60kg
- 7人制女子スペイン代表の主将を務めたことがある[2]。
- 女子スペイン代表キャップは32（2025年7月現在）で女子ラグビーワールドカップ2017のスペイン代表に選ばれた[3]。

## 略歴
CRシスネロスを経て、2021年、エイバル・ラグビー・ベルメオに加入。